# Kabinett Grindeanu

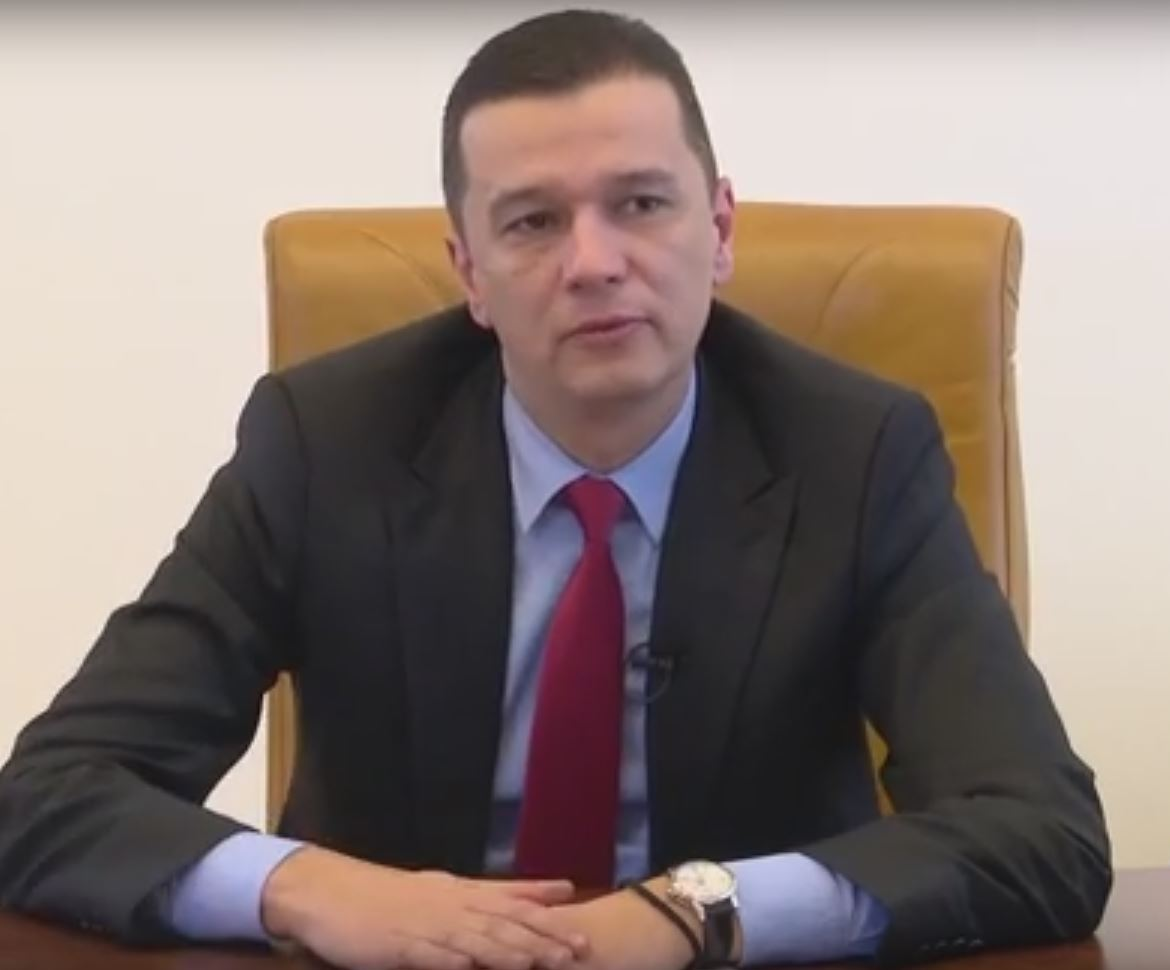
Ministerpräsident Sorin Grindeanu

Das Kabinett Grindeanu war die von Sorin Grindeanu am 4. Januar 2017 gebildete Regierung Rumäniens.

## Geschichte
PSD und ALDE, die bei der Parlamentswahl im Dezember 2016 die Mehrheit in der Abgeordnetenkammer gewannen, einigten sich auf die Bildung einer Regierung und schlugen Sevil Shhaideh als Ministerpräsidentin vor, die aber von Staatspräsident Klaus Johannis nicht akzeptiert wurde. Der zweite Vorschlag, Sorin Grindeanu, wurde am 30. Dezember 2016 von Johannis angenommen. Das Kabinett Tudose löste am 29. Juni 2017 das Kabinett Grindeanu ab.

## Zusammensetzung
Das Kabinett bestand aus 28 Mitgliedern und war damit das größte Kabinett seit der Regierung Adrian Năstase (2000–2004).
| Ministerpräsident                                                                                        |  | Sorin Grindeanu        | PSD  | 4. Januar 2017 | 29. Juni 2017  |
| Stellvertretende Ministerpräsidentin und Ministerin für Regionale Entwicklung und Öffentliche Verwaltung |  | Sevil Shhaideh         | PSD  | 4. Januar 2017 | 29. Juni 2017  |
| Stellvertretender Ministerpräsident und Minister für Umwelt und Klimawandel                              |  | Daniel Constantin      | ALDE | 4. Januar 2017 | 29. Juni 2017  |
| Innenministerin                                                                                          |  | Carmen Dan             | PSD  | 4. Januar 2017 | 29. Juni 2017  |
| Finanzminister                                                                                           |  | Viorel Ștefan          | PSD  | 4. Januar 2017 | 29. Juni 2017  |
| Minister für Landwirtschaft und ländliche Entwicklung                                                    |  | Petre Daea             | PSD  | 4. Januar 2017 | 29. Juni 2017  |
| Außenminister                                                                                            |  | Teodor Meleșcanu       | ALDE | 4. Januar 2017 | 29. Juni 2017  |
| Verteidigungsminister                                                                                    |  | Gabriel Leș            | PSD  | 4. Januar 2017 | 29. Juni 2017  |
| Justizminister                                                                                           |  | Florin Iordache        | PSD  | 4. Januar 2017 | zurückgetreten |
| Wirtschaftsminister                                                                                      |  | Alexandru Petrescu     | PSD  | 4. Januar 2017 | 29. Juni 2017  |
| Minister für Kommunikation und Informationsgesellschaft                                                  |  | Augustin Jianu         | PSD  | 4. Januar 2017 | 29. Juni 2017  |
| Gesundheitsminister                                                                                      |  | Florian Bodog          | PSD  | 4. Januar 2017 | 29. Juni 2017  |
| Minister für Bildung und wissenschaftliche Forschung                                                     |  | Pavel Năstase          | PSD  | 4. Januar 2017 | 29. Juni 2017  |
| Ministerin für Arbeit, Familie, soziale Sicherung und Senioren                                           |  | Lia Olguța Vasilescu   | PSD  | 4. Januar 2017 | 29. Juni 2017  |
| Ministerin für EU-Mittel                                                                                 |  | Mihaela Toader         | PSD  | 4. Januar 2017 | 29. Juni 2017  |
| Verkehrsminister                                                                                         |  | Răzvan Cuc             | PSD  | 4. Januar 2017 | 29. Juni 2017  |
| Kulturminister                                                                                           |  | Ioan Vulpescu          | PSD  | 4. Januar 2017 | 29. Juni 2017  |
| Jugend- und Sportminister                                                                                |  | Marius Alexandru Dunca | PSD  | 4. Januar 2017 | 29. Juni 2017  |
| Energieminister                                                                                          |  | Toma-Florin Petcu      | ALDE | 4. Januar 2017 | 29. Juni 2017  |
| Tourismusminister                                                                                        |  | Mircea-Titus Dobre     | PSD  | 4. Januar 2017 | 29. Juni 2017  |
| Minister für Forschung und Innovation                                                                    |  | Șerban Valeca          | PSD  | 4. Januar 2017 | 29. Juni 2017  |
| Ministerin für Wasser und Forsten                                                                        |  | Adriana Petcu          | PSD  | 4. Januar 2017 | 29. Juni 2017  |
| Minister für mittelständische Unternehmen                                                                |  | Florin Jianu           | PSD  | 4. Januar 2017 | zurückgetreten |
| Beigeordnete Ministerin für Beziehungen zum Parlament                                                    |  | Grațiela Gavrilescu    | ALDE | 4. Januar 2017 | 29. Juni 2017  |
| Beigeordnete Ministerin für Rumänen im Ausland                                                           |  | Andreea Păstârnac      | PSD  | 4. Januar 2017 | 29. Juni 2017  |
| Beigeordnete Ministerin für europäische Angelegenheiten                                                  |  | Ana Birchall           | PSD  | 4. Januar 2017 | 29. Juni 2017  |
| Beigeordneter Minister für sozialen Dialog                                                               |  | Gabriel Petrea         | PSD  | 4. Januar 2017 | 29. Juni 2017  |